# Tempel von Maharraka

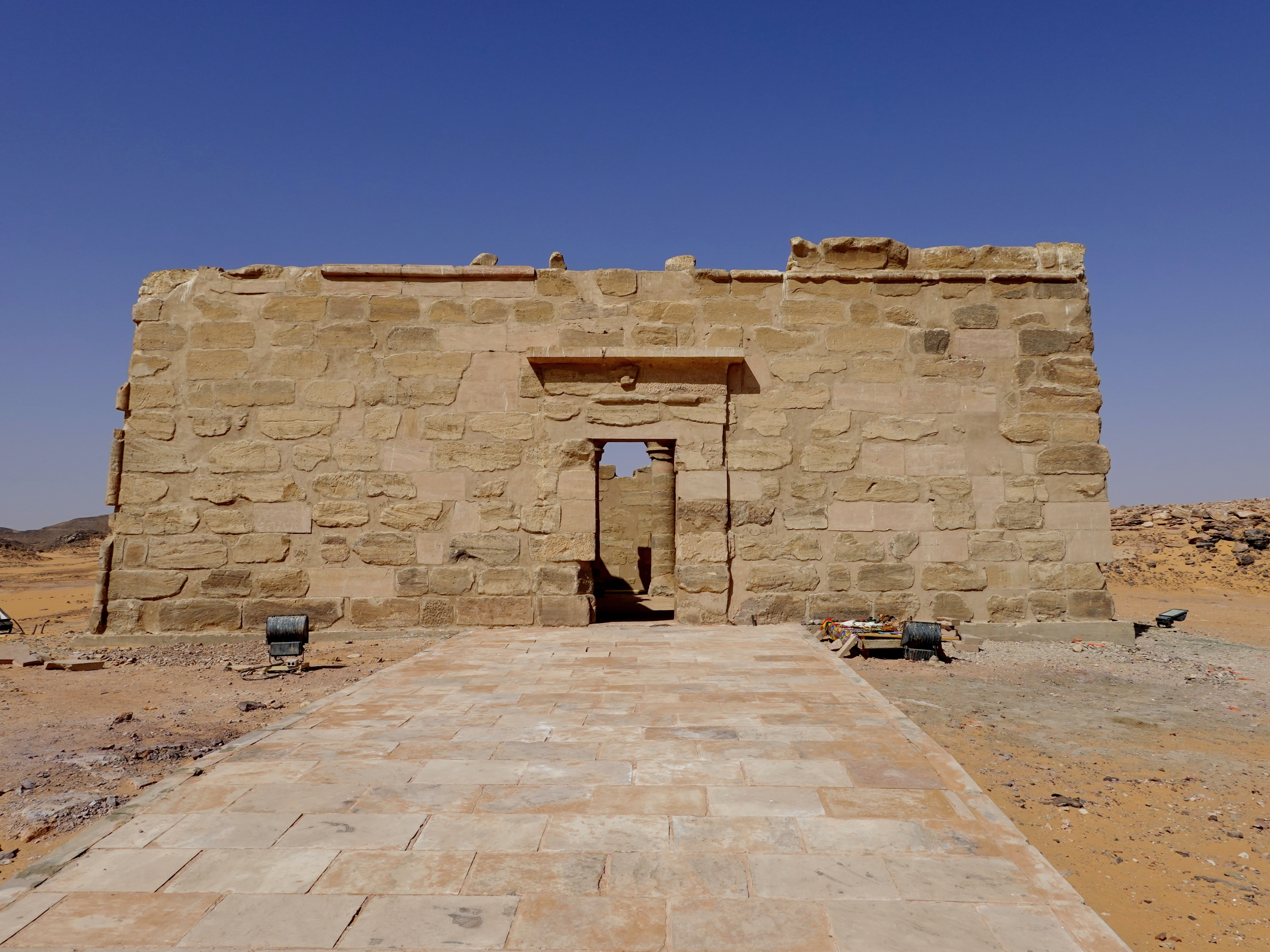
Ostseite des Tempels von Maharraka

Beim Tempel von Maharraka (auch Maharraqa transkribiert) handelt es sich um eine altägyptische hypostyle Halle, die heute in Neu-Sebua an der westlichen Seite des Nassersees im ägyptischen Teil Nubiens (Unternubien) steht. Der ursprüngliche Standort lag etwa 30 Kilometer nordöstlich vor dem Wadi el-Alaki beim Dorf al-Maharraqa, dem griechisch-römischen Hiera Sykaminos (altgriechisch Ἱερὰ Συκάμινος). Die Säulenhalle stand auf einem Plateau über dem an dieser Stelle flachen und sandigen Westufer des Nils. Um den Tempel vor dem ansteigenden Wasser des Nassersees, des durch den Assuan-Hochdamm aufgestauten Stausees des Nils, zu retten, wurde er 1961 abgetragen und 1966 an heutiger Stelle wieder aufgebaut. In unmittelbarer Nachbarschaft befinden sich die ebenfalls versetzten Tempel von Dakka und Wadi es-Sebua.

## Lage und Beschreibung

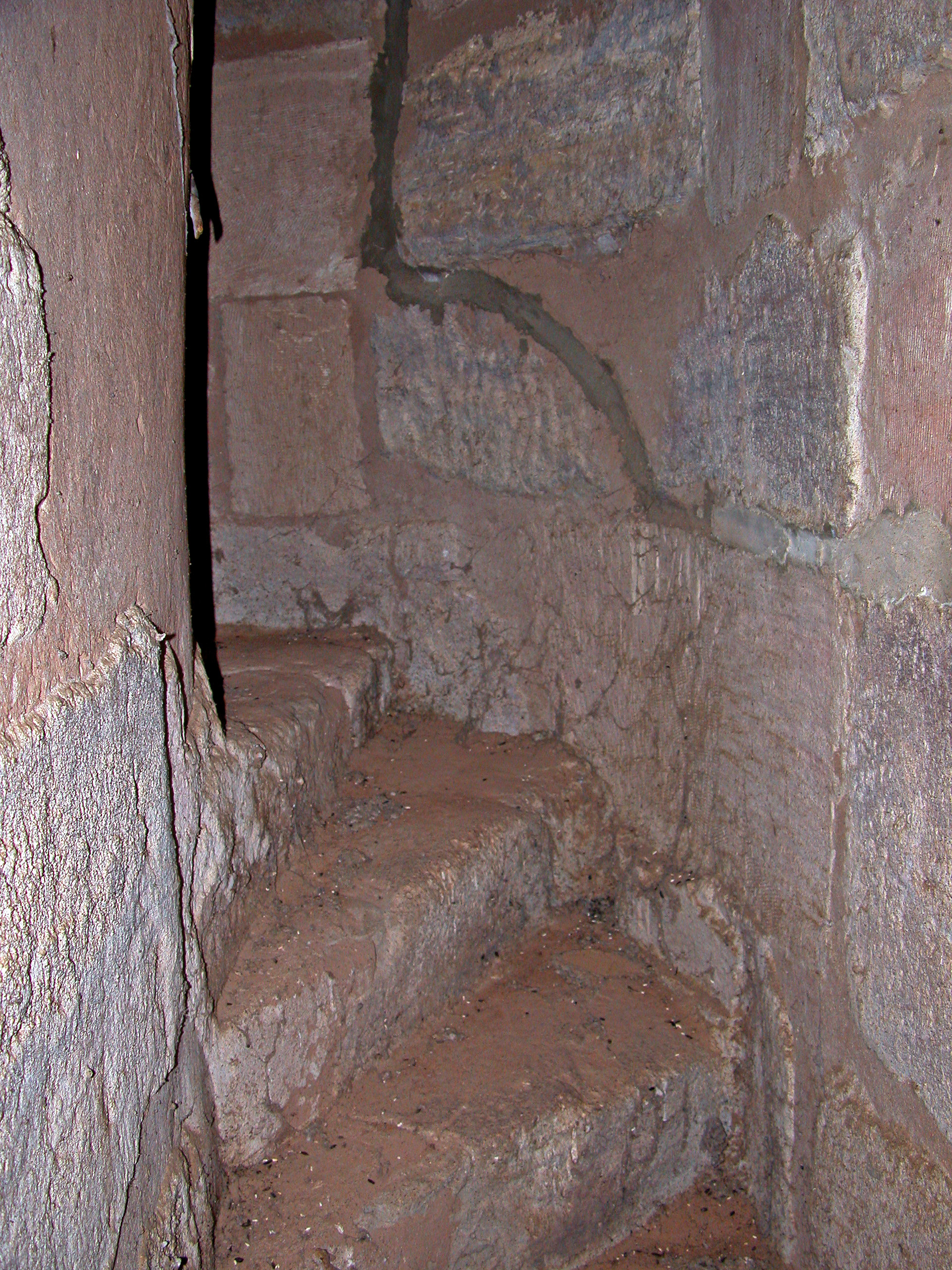
Wendeltreppe an der Nordostecke

Die Säulenhalle des Tempels von Maharraka befindet sich etwa 134 Kilometer südlich des Assuan-Hochdamms und 108 Kilometer nordöstlich der Tempel von Abu Simbel. Das Gebäude besteht aus Sandstein und wurde nach der Restaurierung zwischen dem 160 Meter entfernten Ufer des Nassersees und dem 180 Meter im Westen gelegenen Tempel von Dakka wieder aufgebaut. Ungefähr 860 Meter südlich steht der Tempel von Wadi es-Sebua, der nur um 2,7 Kilometer nordwestlich versetzt wurde und nach dem der heutige Standort den Namen Neu-Sebua führt.
Die Außenmauer der 13,56 × 15,69 Meter großen Halle des Tempels von Maharraka umschließt einen an drei Seiten von Säulen umgebenen Hof. Während an der Westseite, gegenüber dem östlichen Eingang, vier Säulen aufgestellt wurden, sind es im Norden und Süden ohne die westlichen Ecksäulen fünf. Die südliche Säulenreihe besitzt Interkolumnienmauern (Zwischenwände) mit einem zentralen und einem östlichen Durchgang. Die Wendeltreppe in der Nordostecke der Säulenhalle, die auf das heute nur noch teilweise vorhandene Dach führt, ist einzigartig für ägyptische Tempelbauten.

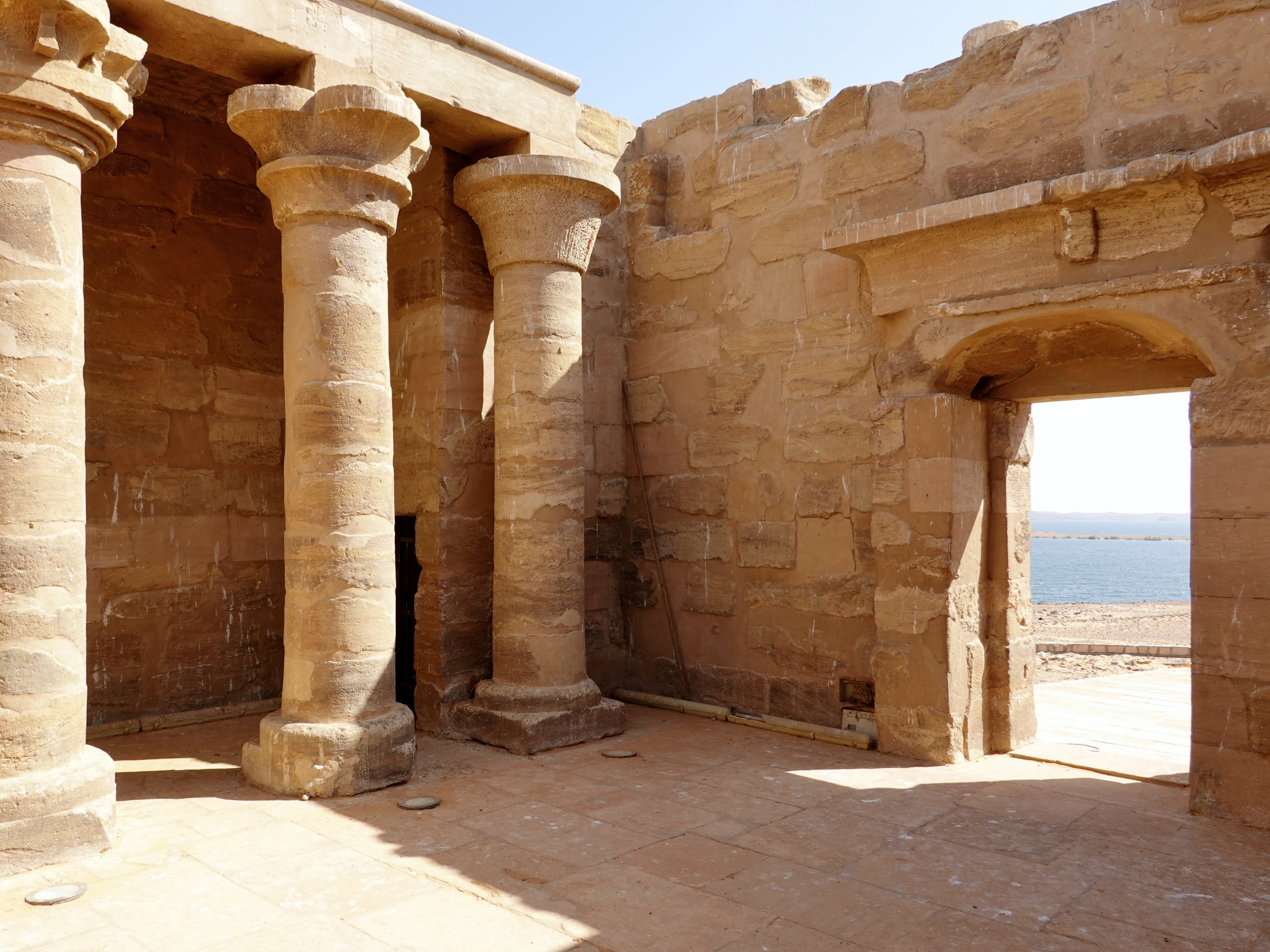
Nordostecke mit Haupteingang

Neben dem Haupteingang im Osten gibt es drei etwa gleich große Zugänge zur Säulenhalle. Diese liegen an den jeweiligen Westecken der Nord- und der Südmauer des Tempels sowie in der Westwand, jedoch nicht zentral, sondern etwas versetzt nach Süden in Verlängerung des Durchgangs der beiden südlichen Säulen der Westseite der Halle. Dies und die oberen äußeren Abschlüsse der Mauern mit einer ursprünglich umlaufenden Hohlkehle, auch an der westlichen Außenwand, implizieren, dass an der Rückseite kein Anbau eines Tempelhauses mit einem Adyton bzw. Allerheiligsten geplant war. Hieraus ergibt sich die Frage, ob bei der Rekonstruktion der Säulenhalle von einem offenen Hof oder einem geschlossenen Dach auszugehen ist.
Die Hohlkehlen am Türsturz der Innen- wie der Außenseite des östlichen Hauptzugangs sind mit Reliefbildern der geflügelten Sonnenscheibe versehen. Die bogenförmigen Ausmeißelungen im inneren Türsturz stammen vom späteren Umbau in eine christliche Apsis, bei dem der Zugang verschlossen wurde. Die unvollständig bearbeiteten Rohlinge der Säulenkapitelle lassen erkennen, dass verschiedene Formen, von einer einfachen Glocke bis zu komplizierten Kompositgebilden aus floralen Elementen, ausgeführt werden sollten, jedoch nicht fertiggestellt wurden. Die wenigen ausgeführten Reliefs befinden sich an der Südwand hinter den Zwischenwänden mit dem zentralen Durchgang.

Ansichten des Tempels
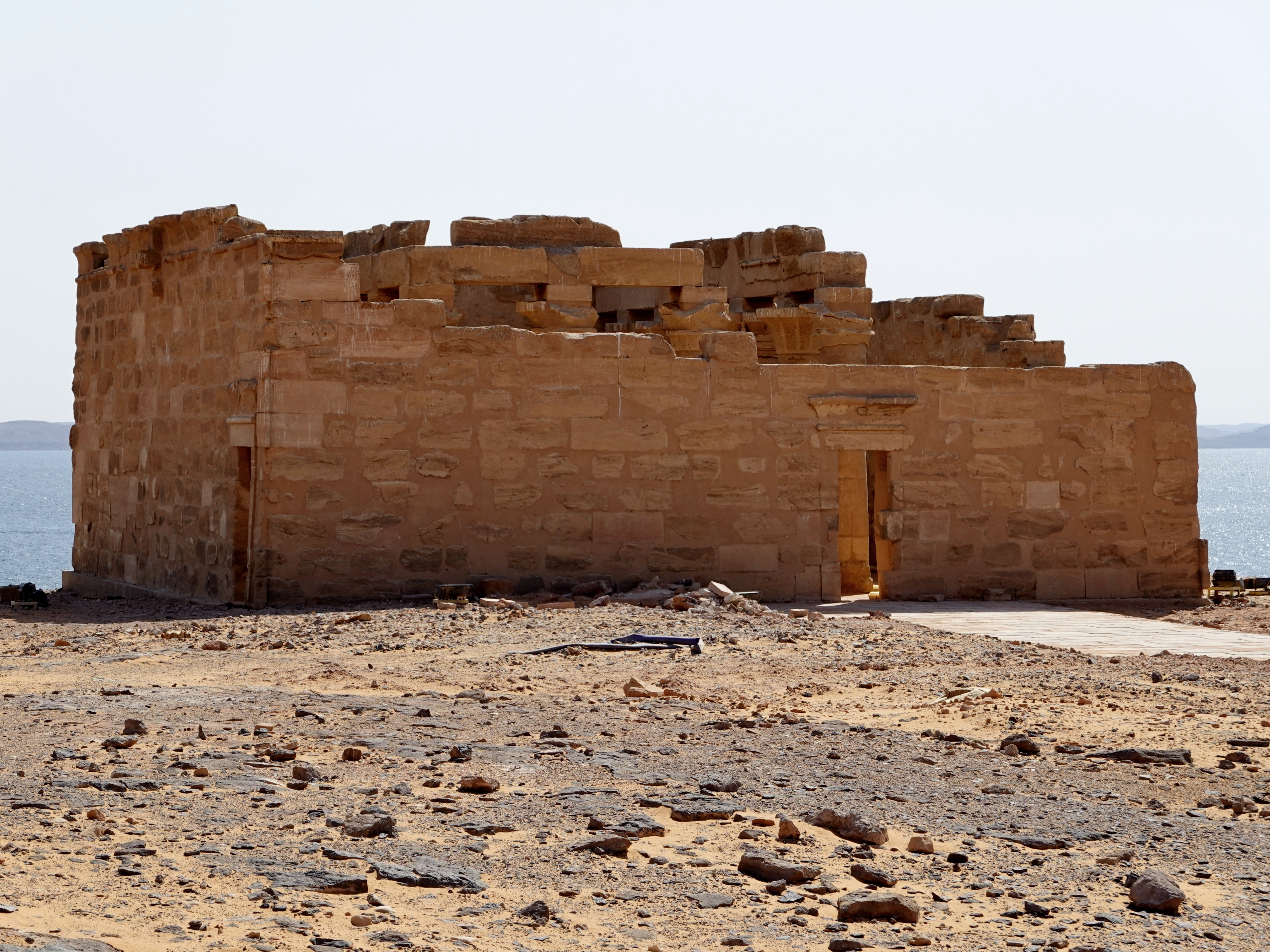
Nordwestseite
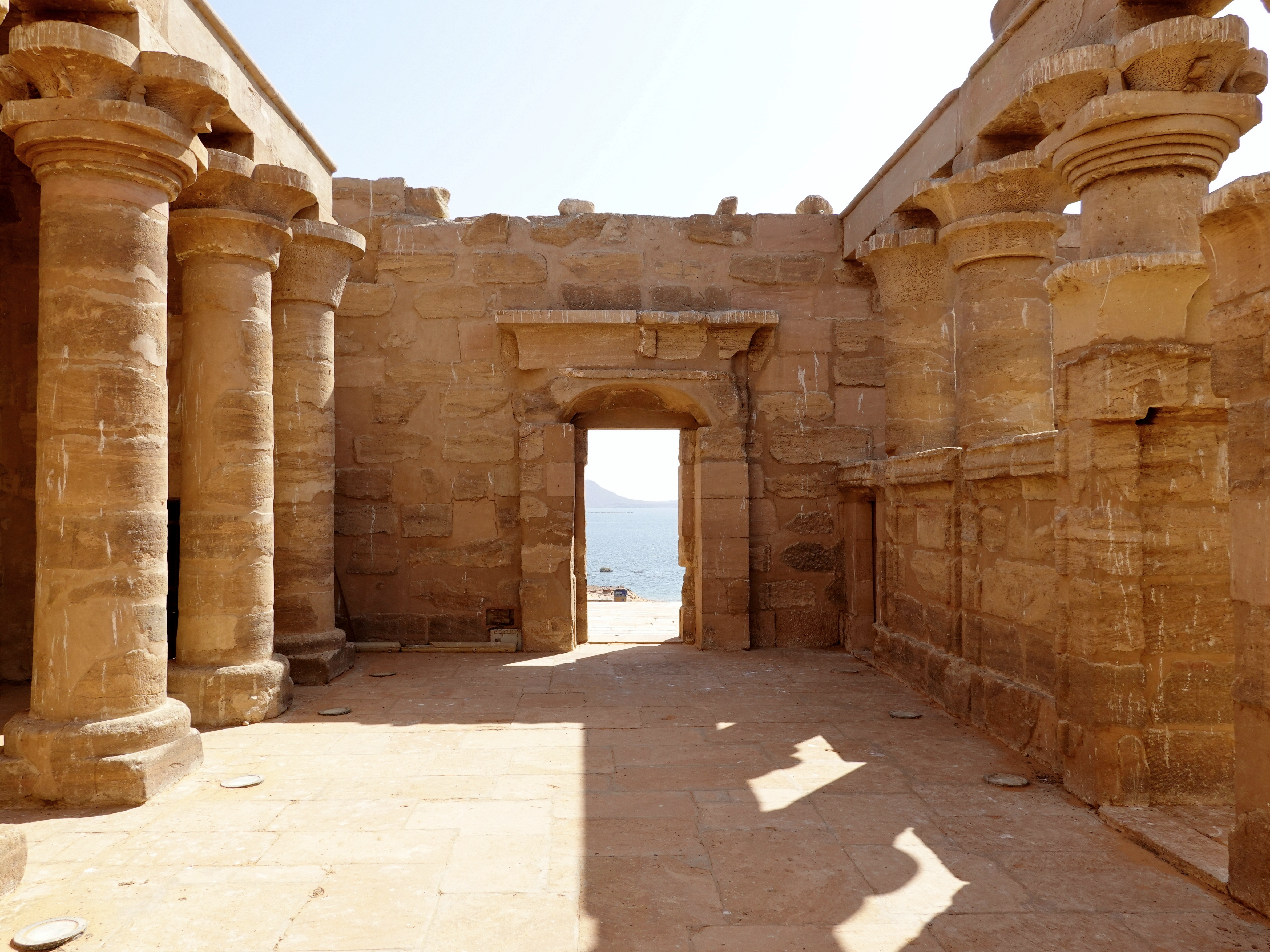
Haupteingang
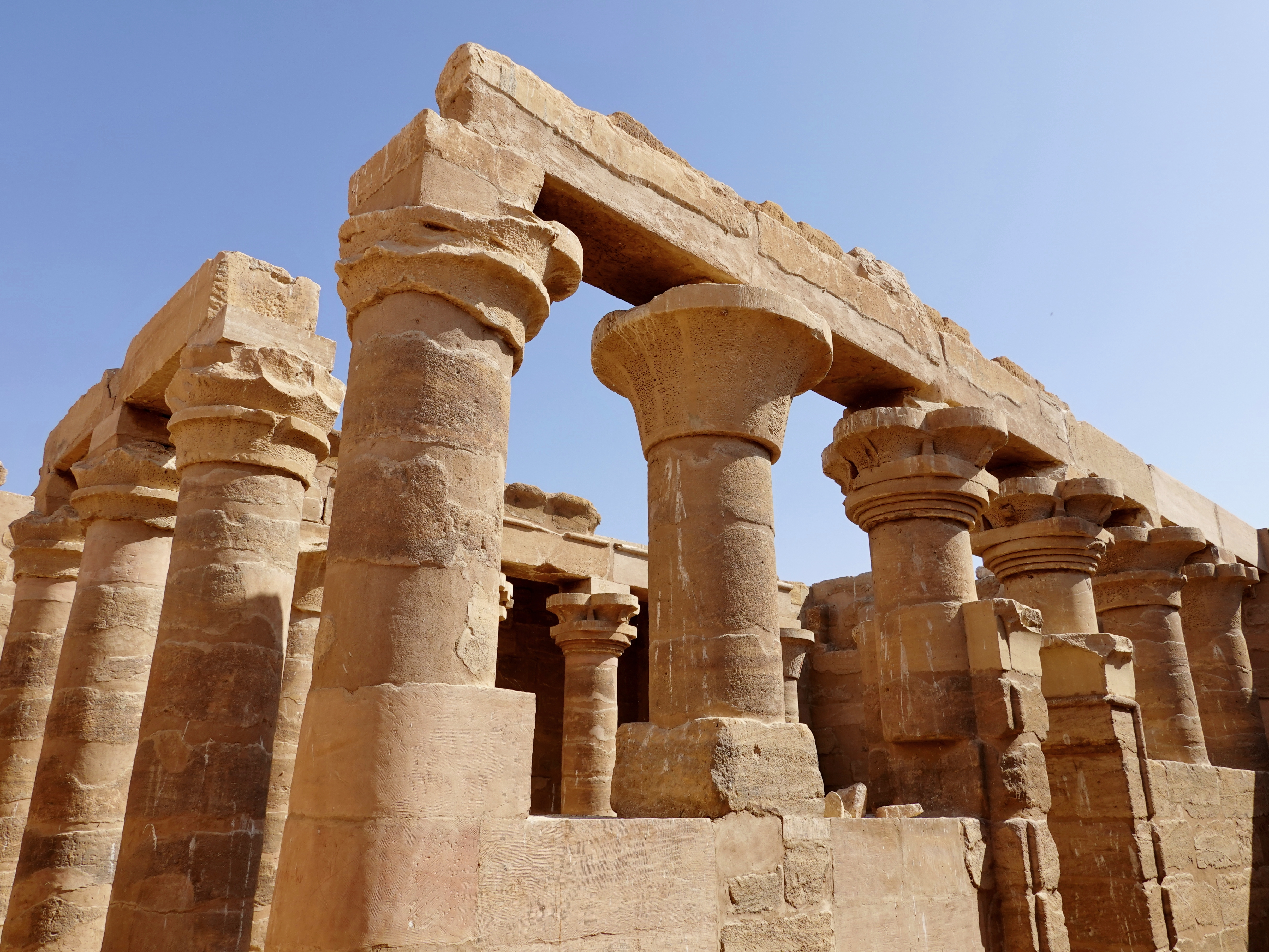
Säulenkapitelle
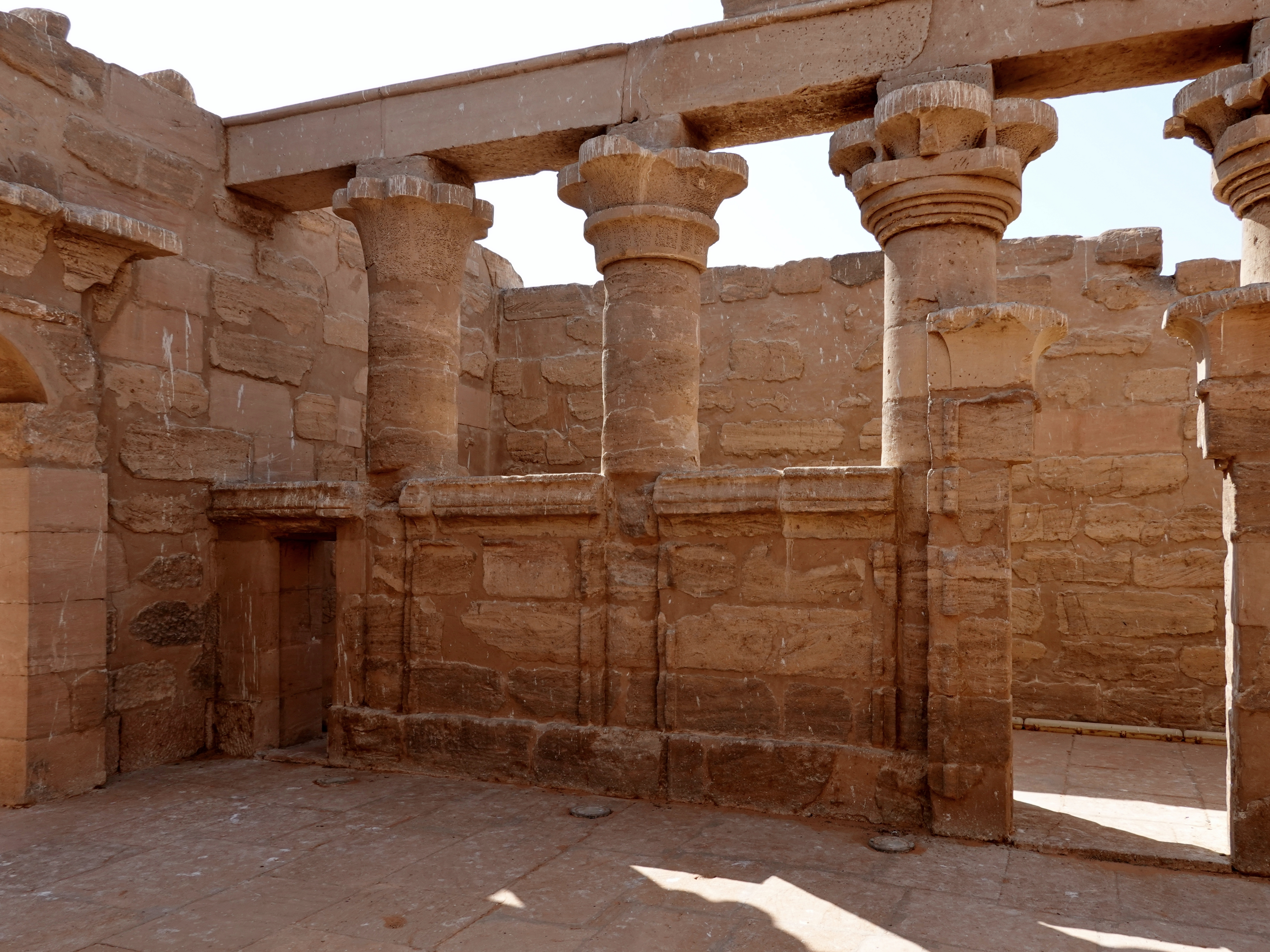
Südliche Zwischenwände

## Geschichte
Ungefähre Koordinaten des ursprünglichen Standortes: 23° 02′ 49″ N, 32° 41′ 03″ O

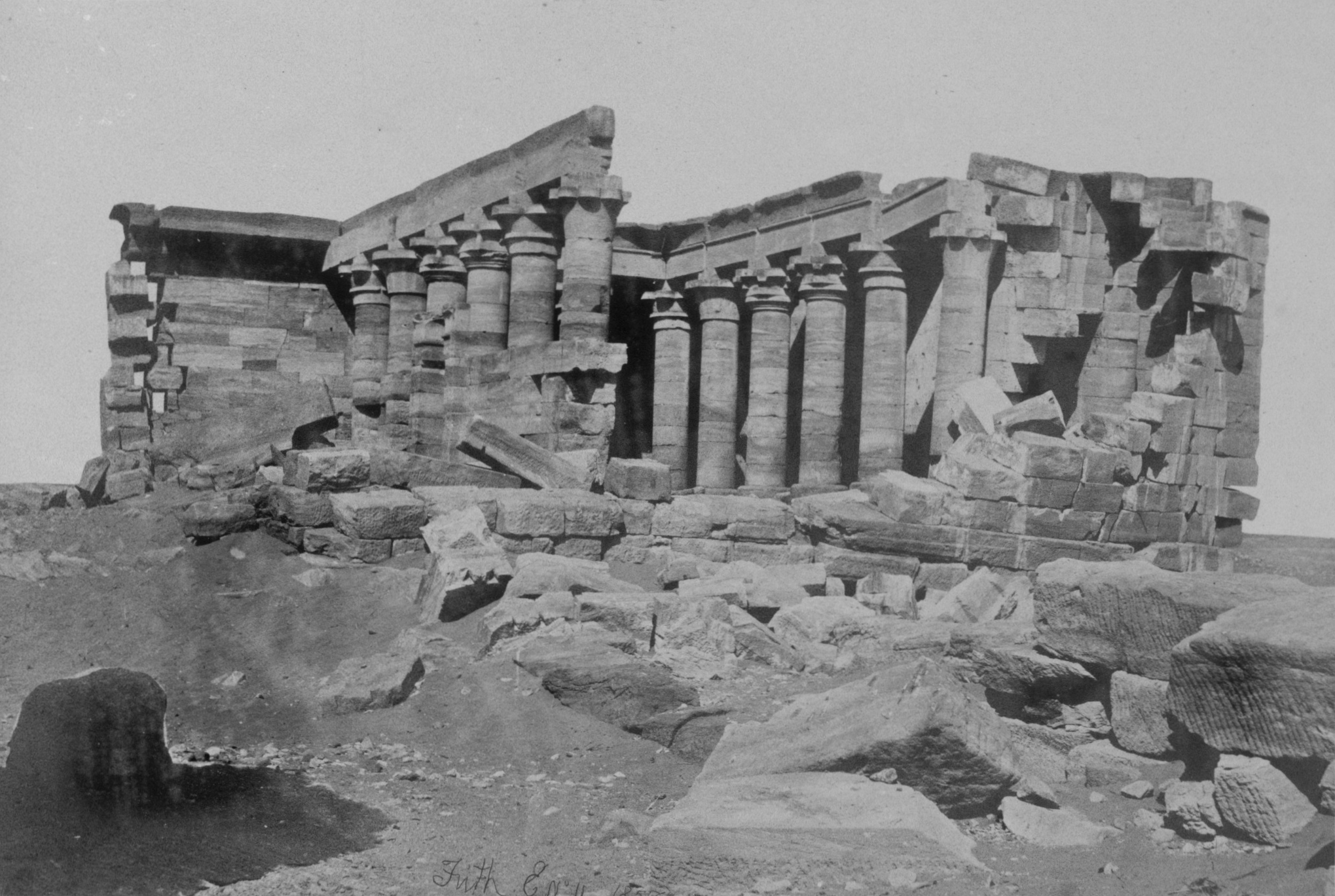
Zustand des Tempels im Jahr 1857

Zur Zeit der Entdeckung des Tempels von Maharraka waren Teile der Wände eingestürzt. Johann Ludwig Burckhardt, der im März 1813 das beidseitig des Nils gelegene al-Maharraqa durchquerte, nahm ein Erdbeben als Ursache an, wenn er über die Tempelwände schrieb, sie seien „heruntergefallen, augenscheinlich durch eine plötzliche und heftige Erschütterung, denn die Steine liegen auf dem Boden genauso im Verbund, wie sie in der stehenden Wand platziert waren; ein Beweis dafür, dass sie alle gemeinsam umgefallen sein müssen.“ Bei den Versetzungsarbeiten zum heutigen Standort durch die ägyptische Antikenverwaltung wurden die eingestürzten Mauern wieder aufgerichtet. In älteren Reiseberichten wird die Ruine der Säulenhalle nach dem näher gelegenen östlichen Nachbardorf auch als Tempel von Ofendina oder Hofeduineh bezeichnet.

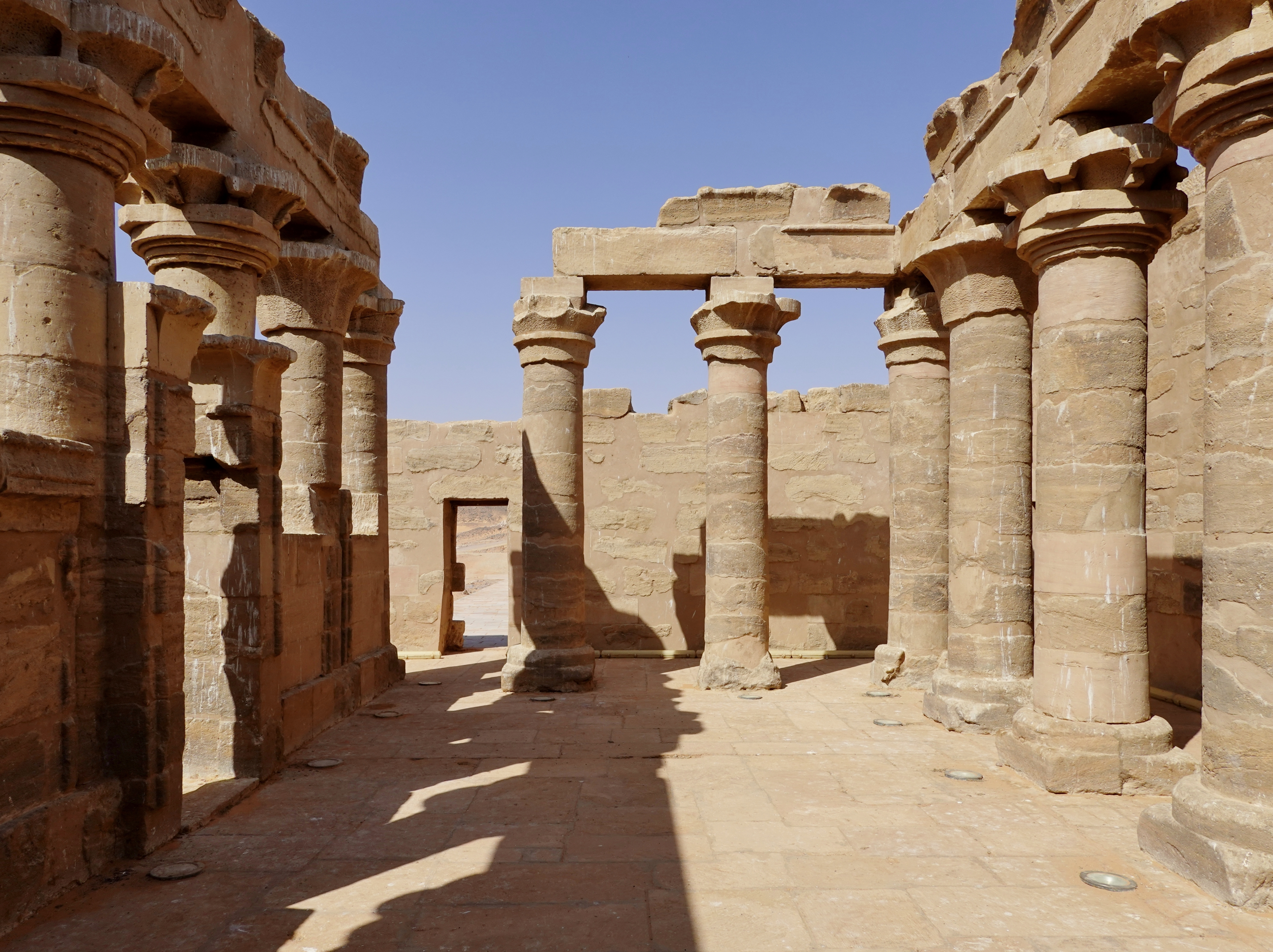
Säulen des Innenraums

Die fehlende Ausschmückung mit Reliefs und die unvollständig bearbeiteten Kapitelle der Säulenhalle weisen darauf hin, dass der Tempel nie fertiggestellt wurde. Das Erdbeben, das die Hallenmauern zum Einsturz brachte, kann dafür als Grund ausgeschlossen werden, da das intakte Gebäude in christlicher Zeit als Kirche fungierte. Dabei wurde der östliche Eingang zugemauert und in eine Apsis umgebaut. Wegen der fast völlig fehlenden Reliefdarstellungen und Inschriften lässt sich das genaue Baudatum des Tempels von Maharraka nicht ermitteln. Es wird angenommen, dass er bereits in der Ptolemäerzeit auf einer Steinterrasse oberhalb des Westufers des Nils angelegt wurde. Von frühen Reisenden sind zwei Bildregister an der südlichen Wand des Innenraums dokumentiert, von denen heute nur noch geringe Reste vorhanden sind und die einen anonymen König nach den hieroglyphischen Beischriften oben beim Opfer vor Osiris-Wennefer (Onnophrys), Isis und Horus sowie unten bei der Darreichung von Ernteerträgen an Thot von Pnubs (Kerma) und Tefnut zeigen.

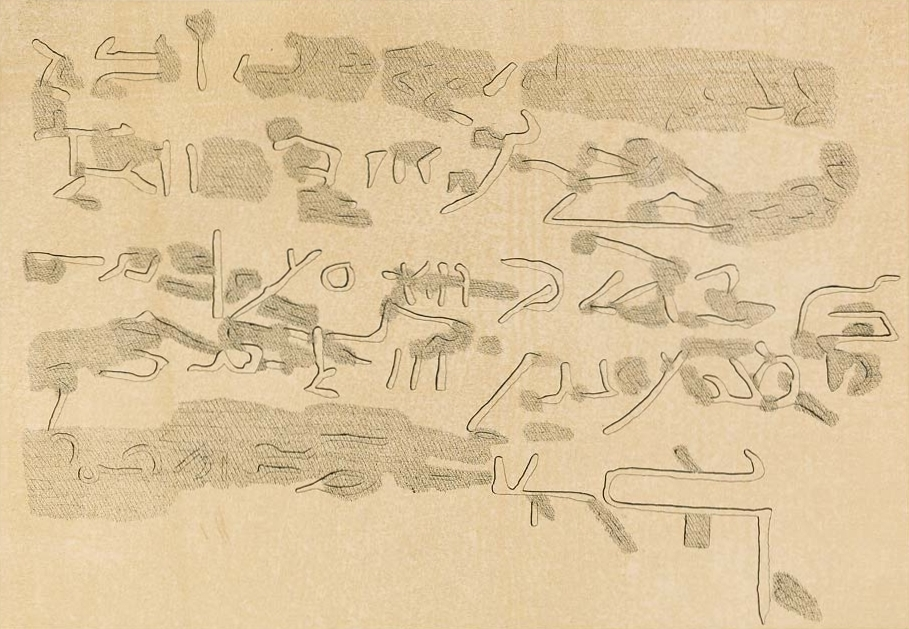
Von Richard Lepsius 1843 dokumentierte demotische Inschrift

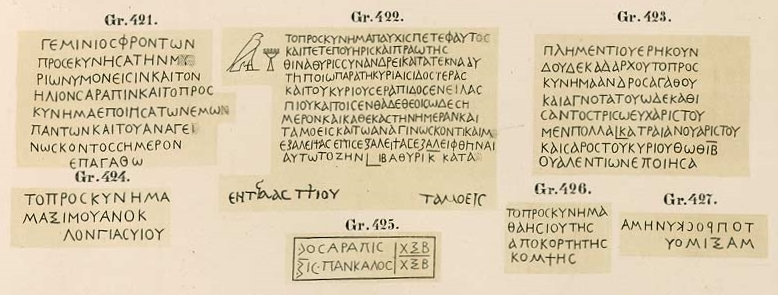
Von Richard Lepsius 1843 dokumentierte griechische Inschriften

Während die wenigen hieroglyphischen und demotischen Inschriften Isis und Osiris als Hauptgottheiten des Tempels nennen, erwähnen die griechischen, von römischen Militärangehörigen stammenden Inschriften Isis und Serapis. In Hieroglyphen erscheinen einige Male Isis als „Herrin von Philae“ oder Osiris als „Herr des Abaton“ zugleich als „zu Gast in (ḥrj-ib) Km-s3“. Zwei demotische Proskynemata am Tempel verzeichnen die Anbetung „vor Osiris, Isis und Nephthys, den Göttern von Km-s3“ bzw. von „Isis von Ty-km[-s3]“. Die Inschriften weisen neben der Verehrung der genannten Götter darauf hin, dass der Tempel von Maharraka im Gebiet von Tachompso (altgriechisch Ταχομψώ) lag, dem südlichsten Teil des Zwölfmeilenlandes (altgriechisch δυώδεκα σχοῖνοι Dodekaschoinos). Hier befand sich die Grenzstadt Hiera Sykaminos, die ihrerseits in einem griechischen Proskynema am Tempel Erwähnung findet, in dem sich die Anbetung „[des größten Gottes] in Hiera[sykaminos Sarapis und der] tausendnamig[en Isis]“ ergänzen lässt.
Das Toponym Hiera Sykaminos (Ἱερὰ Συκάμινος für „Heilige Sykomore“) dürfte auf einen Baumkult zurückzuführen sein, für den es einen Hinweis in unmittelbarer Nähe des ursprünglichen Standortes des Tempels von Maharraka gab. An einer Art Aufweg vom Nil zur Nordwand der Säulenhalle war auf einer freistehenden Mauer einer eingestürzten Kapelle ein Relief in ägyptisch-hellenistischem Mischstil angebracht, das als Hauptszene die sitzende Isis in griechisch-römischem Gewand unter einem Maulbeerfeigenbaum zeigte. Über ihr schwebte ein Falke, während ein anderer in den Zweigen des Baumes ruhte. Sie streckte die Arme nach einem Jungen aus, den in eine Toga gekleideten und ihr ein Gefäß mit Wein bringenden Horus. Über ihm zeigten drei kleine Figuren in römischem Stil Min, Isis und Serapis und rechts die in ägyptischer Weise dargestellte Isis. Die Mauer wurde bereits nach dem Bau des alten Assuans-Staudamms abgebaut und ins Museum in Kairo gebracht, um sie vor dem Wasser des Stausees zu retten.
Hiera Sykaminos lag unter ptolemäischer und römischer Herrschaft an der Südgrenze des Dodekaschoinos, des Zwölfmeilenlandes. Sie bildete seit dem Vertrag von Samos 21/20 v. Chr. bis 298 n. Chr. die Grenze zwischen dem Römischen- und dem Meroitischen Reich. Aus dieser Zeit stammt eine Namenskartusche des römischen Kaisers Nero, die der Nubienreisende Algernon Percy (Lord Prudhoe) im Januar 1828 an einer der Wände des Tempels von Maharraka identifiziert haben will. Gesichert ist die Inschrift eines Geminius Fronto, die auf die Verehrung des Serapis als Sonnengott hinweist. Daraus und der Ausrichtung der Säulenhalle schloss der Ägyptologe und Althistoriker Günther Hölbl, dass es sich bei der Anlage um ein Sonnenheiligtum, einen einfachen Sonnentempel auf einem Urhügel gehandelt haben könnte. Dafür spricht auch die Darstellung des ursprünglich nubischen Sonnengottes Mandulis (Merulis) hinter Horus auf einem Steinblock, den Richard Lepsius im November 1843 im Tempel von Maharraka vorfand.